# Izsáki Kolon-tó
Izsáki Kolon-tó este o arie protejată (arie specială de conservare — SAC, sit de importanță comunitară — SCI, arie de protecție specială avifaunistică — SPA) din Ungaria întinsă pe o suprafață de 3.581,79 ha, integral pe uscat.

## Localizare
Centrul sitului Izsáki Kolon-tó este situat la coordonatele 46°45′42″N 19°20′23″E / 46.7617°N 19.3397°E.

## Înființare
Situl Izsáki Kolon-tó a fost declarat sit de importanță comunitară în mai 2004 pentru a proteja 1 specie de plante și 61 de specii de animale. Alte tipuri de protecție:
- arie de protecție specială avifaunistică (în mai 2004)[2]
- arie specială de conservare (în februarie 2010)[1][3][4]

## Biodiversitate
Situată în ecoregiunea panonică, aria protejată conține 8 habitate naturale: Stepe panonice nisipoase, Păduri aluvionare cu Alnus glutinosa și Fraxinus excelsior (Alno-Padion, Alnion incanae, Salicion albae), Mlaștini calcaroase cu Cladium mariscus și specii de Caricion davallianae, Păduri mixte riverane de Quercus robur, Ulmus laevis și Ulmus minor, Fraxinus excelsior sau Fraxinus angustifolia, de-a lungul marilor râuri (Ulmenion minoris), Pajiști aluvionare inundabile, de Cnidion dubii, Pajiști cu Molinia pe soluri calcaroase, turboase sau argilos-nămoloase (Molinion caeruleae), Tufărișuri panonice ale dunelor de nisip continentale (Junipero-Populetum albae), Lacuri și iazuri distrofice naturale.
La baza desemnării sitului se află mai multe specii protejate:
- plante (1): Cirsium brachycephalum
- păsări (48): privighetoare-de-baltă (Acrocephalus melanopogon), pescăruș albastru (Alcedo atthis), gâscă cenușie (Anser anser), fâsă-de-câmp (Anthus campestris), acvilă de câmp (Aquila heliaca), stârc roșu (Ardea purpurea), stârc galben (Ardeola ralloides), rață roșie (Aythya nyroca), buhai de baltă (Botaurus stellaris), caprimulg (Caprimulgus europaeus), barză albă (Ciconia ciconia), barză neagră (Ciconia nigra), șerpar (Circaetus gallicus), erete de stuf (Circus aeruginosus), erete vânăt (Circus cyaneus), dumbrăveancă (Coracias garrulus), cristeiul de câmp (Crex crex), ciocănitoare de grădină (Dendrocopos syriacus), ciocănitoare neagră (Dryocopus martius), egretă albă (Egretta alba), egretă mică (Egretta garzetta), șoim dunărean (Falco cherrug), vânturel de seară (Falco vespertinus), becațină comună (Gallinago gallinago), codalb (Haliaeetus albicilla), piciorong (Himantopus himantopus), stârc pitic (Ixobrychus minutus), sfrâncioc roșiatic (Lanius collurio), sfrânciocul cu frunte neagră (Lanius minor), sitar de mâl (Limosa limosa), ciocârlie de pădure (Lullula arborea), gușă albastră (Luscinia svecica), culic mare (Numenius arquata), stârc de noapte (Nycticorax nycticorax), dropie (Otis tarda), ciuf-pitic (Otus scops), pițigoi de stuf (Panurus biarmicus), viespar (Pernis apivorus), lopătar (Platalea leucorodia), cresteț cenușiu (Porzana parva), cresteț pestriț (Porzana porzana), cristei de baltă (Rallus aquaticus), pițigoi-pungar (Remiz pendulinus), chiră de baltă (Sterna hirundo), silvie porumbacă (Sylvia nisoria), corcodel mic (Tachybaptus ruficollis), fluierar de mlaștină (Tringa glareola), fluierarul cu picioare roșii (Tringa totanus)
- amfibieni (2): buhai de baltă cu burta roșie (Bombina bombina), triton cu creastă dobrogean (Triturus dobrogicus)
- mamifere (1): vidră de râu (Lutra lutra)
- nevertebrate (7): Anisus vorticulus, Bolbelasmus unicornis, Cucujus cinnaberinus, Isophya costata, libelule (Leucorrhinia pectoralis), Maculinea teleius, Vertigo angustior
- pești (2): țipar (Misgurnus fossilis), țigănuș (Umbra krameri)
- reptile (1): țestoasa de baltă (Emys orbicularis)

Pe lângă speciile protejate, pe teritoriul sitului au mai fost identificate 27 de specii de plante, 8 specii de amfibieni, 2 specii de mamifere, 19 specii de nevertebrate, 1 specie de pești, 4 specii de reptile.